# NGC 5767
NGC 5767 је спирална галаксија у сазвежђу Волар која се налази на NGC листи објеката дубоког неба.
Деклинација објекта је + 47° 22' 34" а ректасцензија 14h 49m 34,3s. Привидна величина (магнитуда) објекта NGC 5767 износи 14,2 а фотографска магнитуда 15,0. NGC 5767 је још познат и под ознакама UGC 9549, CGCG 248-22, PGC 52942.